# کی ونر
کی ونر (انگلیسی: Kay Wehner؛ زادهٔ ۱۲ ژوئیهٔ ۱۹۷۱) بازیکن فوتبال اهل آلمان است.
از باشگاه‌هایی که در آن بازی کرده‌است می‌توان به باشگاه فوتبال انرژی کوتبوس و باشگاه فوتبال یونیون برلین اشاره کرد.